# Захаревич, Виктор Матвеевич
Ви́ктор Матве́евич Захаре́вич (1853, неизвестно — 1 ноября 1887, Харьков) — русский медик, ординатор хирургической клиники Харьковского университета, член-распорядитель лечебницы Харьковского медицинского общества.

## Биография
В 1878 году со званием лекаря он окончил медицинский факультет Императорского Харьковского университета и был оставлен ординатором при хирургической клинике университета. Спустя три года В. М. Захаревич был избран Харьковским медицинским обществом в члены-распорядители больницы общества, которой заведовал до своей смерти.
Имея большую частную практику в Харькове, он пользовался большой популярностью. Умер 1 (13) ноября 1887 года в Харькове. Харьковское медицинское общество, желая ознаменовать память своего товарища, постановило учредить в лечебнице кровать имени Захаревича, а также издать его труды и подробную биографию.
Из опубликованных научных работ В. М. Захаревича наиболее известны следующие: 1) «Два случая смерти от выдергивания зуба» (журнал «Врач», 1882 г., №№ 29, 33—37); 2) «Упрощенный способ вправления удавки» («Врач», № 35); 3) «Вырезывание сифилитического и венерического шанкров» («Врач», № 36); 4) «Из отчета по хирургической клинике Харьковского университета за 1878—1881 гг.» («Врач», № 37); 5) «Камни мочевого пузыря» («Врач», № 38); 6) «Новый способ введения каучукового дренажа в раны» («Врач», 1883 г., № 28 — 29) и 7) «Двухприемный способ прокола полостей троакаром» («Врач», 1885 г., № 18).